# Āya to Majo
Earwig y la bruja (アーヤと魔女 Āya to Majo?, lit. Āya y la bruja) es una película de animación japonesa estrenada el 30 de diciembre de 2020 por la productora Studio Ghibli, basada en la novela del mismo nombre de Diana Wynne Jones. Su director es Goro Miyazaki, y cuenta con las voces de Shinobu Terajima, Etsushi Toyokawa, Gaku Hamada y Kokoro Hirasawa.
Se trata de una coproducción entre Studio Ghibli y NHK, siendo la primera película del estudio realizada íntegramente con animación por computadora.

## Argumento
La historia se desarrolla en la Inglaterra de los años 1990 donde Earwig, una huérfana de 10 años que no sabe que su madre es una bruja, es adoptada por extraño dúo y comienza a vivir con ellos.

## Voces
| Personaje             | Seiyū            | Actores de voz         |
| --------------------- | ---------------- | ---------------------- |
| Earwig (Āya)          | Kokoro Hirasawa  | Taylor Paige Henderson |
| Bella Yaga            | Shinobu Terajima | Vanessa Marshall       |
| Mandrake              | Etsushi Toyokawa | Richard E. Grant       |
| Thomas                | Gaku Hamada      | Dan Stevens            |
| Madre de Earwig (Āya) | Sherina Munaf    | Kacey Musgraves        |
| Mr. Jenkins           | Yūji Ueda        | J. B. Blanc            |

## Producción
Dirigida por Gorō Miyazaki, fue anunciada como la primera película de Studio Ghibli animada completamente por computadora, y se previa estrenarla por la emisora NHK a fines del año 2020. El 19 de junio de 2020, Miyazaki presentó las primeras imágenes de la película, comentando que tenía el visto bueno de su padre quién le recomendó que trabajase con Toshio Suzuki, pero tras esto no recibió ningún tipo de colaboración de los "viejos tipos" ya que era la única persona que sabía trabajar con animación por computadora en el estudio.
Satoshi Takebe compusó la banda sonora. Las canciones "Don't Disturb Me" y "Atashi no Sekai Seifuku" (あたしの世界征服) son interpretadas por Sherina Munaf, Hiroki Kamemoto, Kiyokazu Takano, Kavka Shishido y Takebe.

## Lanzamiento y recepción
Se esperaba que la primera proyección de la película fuera en el Festival Internacional de Cine de Cannes de 2020, antes de que el festival fuera cancelado por la pandemia de COVID-19. Finalmente fue estrenada en el Festival Lumière el 18 de octubre de 2020.
En noviembre de 2020 fue anunciado el reparto de voces junto a información de la película. Se estrenó en NHK General TV el 30 de diciembre de 2020.
Como con otras películas de Ghibli, Wild Bunch se encarga de las ventas internacionales de la película. El 7 de julio de 2020, la distribuidora GKIDS anunció que había asegurado los derechos para Norteamérica, donde la película recibiría un estreno limitado en cines a partir del 3 de febrero de 2021, y sería publicada en HBO Max el 5 de febrero. La distribuidora Vértigo Films aseguró los derechos de la película en España.